# ذا فويس (النسخة الأمريكية)
ذا فويس (بالإنجليزية: The Voice)‏ هو برنامج عرض مسابقات غناء أمريكي وهو النسخة الأمريكية من البرنامج الهولندي الأصلي ذا فويس، عرض أول موسم له في 26 أبريل 2011 على قناة إن بي سي، وقد تم عرض 16 نسخة حتى الآن من هذا البرنامج، يبدأ المتبارزون في الغناء وثم يتم اختيار المدرب وفي المراحل النهائية يتم التصويت له عن طريق الهاتف والانترنت والمحمول، ويحصل الفائز على مبلغ 100 ألف دولار أمريكي مع عقد مع شركة يونيفرسال بيكشرز. الفائزون في البرنامج هم خافيير كولون وجيرمين باول وكاسادي بوب ودانييل برادبيري وتسان تشين وجوش كوفمان وكرايغ واين بويد وساوير فريدريكس وجوردن سميث وأليسان بورتر وساندانس هيد وكريس بلو وكلو كوهانسكي وبرين كارتيلي وتشيفيل شيفيرد ومايلين جارمون.
أما من تبارز من مدربين في لجنة التحكيم هم كريستينا أغيليرا وسيلو غرين وأدم ليفين وبليك شيلتون وشاكيرا وأشر وغوين ستيفاني وفاريل ويليامز ومايلي سايرس وأليشيا كيز وجينيفر هودسون وكيلي كلاركسون وكيلسي باليريني وجون ليجند وبيبي ريكسا، تم تقديم البرنامج من قبل كارسون دالي وأليسون هايسليب وكريستينا ميليان.

## روابط خارجية
- ذا فويس على موقع IMDb (الإنجليزية)
- ذا فويس على موقع روتن توميتوز (الإنجليزية)
- ذا فويس على موقع ميوزك برينز (الإنجليزية)
- ذا فويس على موقع كينوبويسك (الروسية)
- ذا فويس على موقع ميوزك برينز (الإنجليزية)
- ذا فويس على موقع قاعدة بيانات الفيلم (الإنجليزية)